# Václav Mrázek (1911–1972)
Václav Mrázek (2. února 1911 – 13. června 1972) byl československý fotbalista, obránce. Po skončení aktivní kariéry působil jako trenér.

## Fotbalová kariéra
Oblékal dres pražské Sparty, SK Židenice, francouzského klubu Stade Rennais a SK Pardubice. V lize nastoupil v 78 utkáních. Se Spartou získal v roce 1938 mistrovský titul.

## Ligová bilance
| Ročník                    | Zápasy | Góly | Klub            |
| ------------------------- | ------ | ---- | --------------- |
| 1. asociační liga 1933/34 | -      | -    | SK Židenice     |
| Státní liga 1934/35       | -      | -    | AC Sparta Praha |
| Státní liga 1935/36       | -      | -    | AC Sparta Praha |
| Státní liga 1936/37       | -      | -    | AC Sparta Praha |
| Státní liga 1937/38       | -      | -    | AC Sparta Praha |
| Státní liga 1937/38       | -      | -    | SK Pardubice    |
| Státní liga 1938/39       | 19     | 1    | SK Pardubice    |
| Národní liga 1939/40      | -      | -    | SK Pardubice    |
| Národní liga 1940/41      | -      | -    | SK Pardubice    |
| Národní liga 1941/42      | -      | -    | SK Pardubice    |
| CELKEM                    | 78     | -    |                 |

## Trenérská kariéra
V letech 1946–1948 byl trenérem ligového týmu SK Pardubice.